# Laudun-l’Ardoise
Laudun-l’Ardoise település Franciaországban, Gard megyében. Lakosainak száma 6673 fő (2022. január 1.). Laudun-l’Ardoise Bagnols-sur-Cèze, Codolet, Connaux, Montfaucon, Orsan, Saint-Geniès-de-Comolas, Saint-Laurent-des-Arbres, Saint-Victor-la-Coste, Tresques, Saint-Paul-les-Fonts és Caderousse községekkel határos.

## Népesség
A település népességének változása:
| Lakosok száma | 3968 | 3759 | 4408 | 5361 | 6034 | 6117 | 6292 | 6331 | 6327 | 6673 |
|               | 1968 | 1982 | 1990 | 2006 | 2013 | 2015 | 2017 | 2019 | 2020 | 2022 |